# Консолидејтид B-32
Б-32 Доминејтор (енгл. B-32 Dominator) је био амерички тешки бомбардер из завршног периода Другог свјетског рата. 
Производила га је фабрика Консолидејтид Валти Consolidated Vultee Aircraft Corporation од 27. јануара 1945. до 30. августа 1945. Произведено је укупно 118 авиона и уведено у употребу при самом крају рата, па су само незнатно учествовали у акцијама.

## Развој
Наручен је у септембру 1940. мјесец дана послије B-29, B-32 је био дизајниран по истим захтјевима. Као и B-29 имао је кабине под притиском и одбрамбене куполе са даљинским управљањем. Прва два прототипа су имала заобљен нос и два вертикална стабилизатора, што је промијењено у нормалан нос са степеником и једним стабилизатором изузетне висине. Комплексни систем контроле ватре је замијењен куполама са људским послужиоцима, а избачен је и систем за херметизацију кабине. 
Први лет прототипа је изведен 7. септембра 1942. године, а авион је ушао у краткотрајну серијску производњу 27. јануара 1945.

## Употреба
Велике наруџбе су биле на почетку израде у Форт Ворту и Сан Дијегу, али је само 115 авиона испоручено до краја рата с Јапаном. Једна ескадрила на Маријанским острвима је направила 2 борбене мисије.

## Карактеристике
- Врста авиона: тешки бомбардер
- Први лет прототипа: 7. септембар 1942.

Димензије
- Аеропрофил крила:

Масе
Погонска група
- Мотори: четири, Рајт-Циклон Р-3350 (Wright R-3350-23 "Cyclone"), 1,600 kW, 2,200 KS сваки
- Однос снага/тежина: 150

## Летне особине
- Највећа брзина: 575
- Радијус дејства: 3,000
- Оперативни врхунац лета: 11,000
- Брзина пењања: 3.4

## Наоружање
- Стрељачко: 10 митраљеза 12.7 mm М2 Браунинг (M2 Browning)